# 三義トンネル

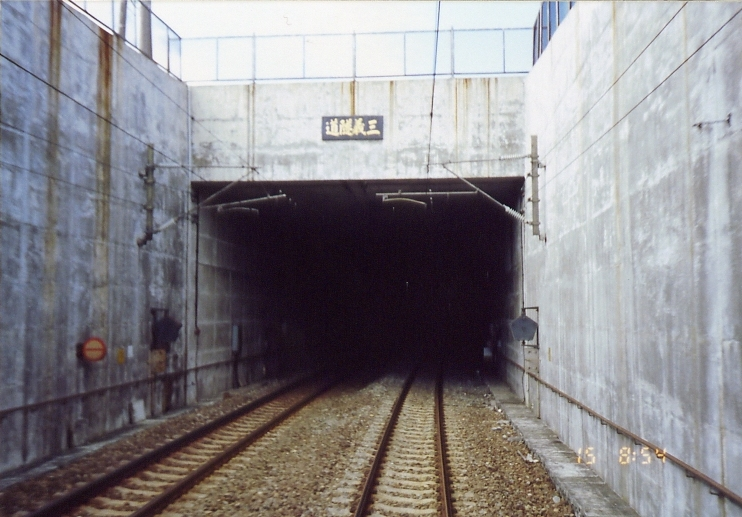
三義トンネル北口

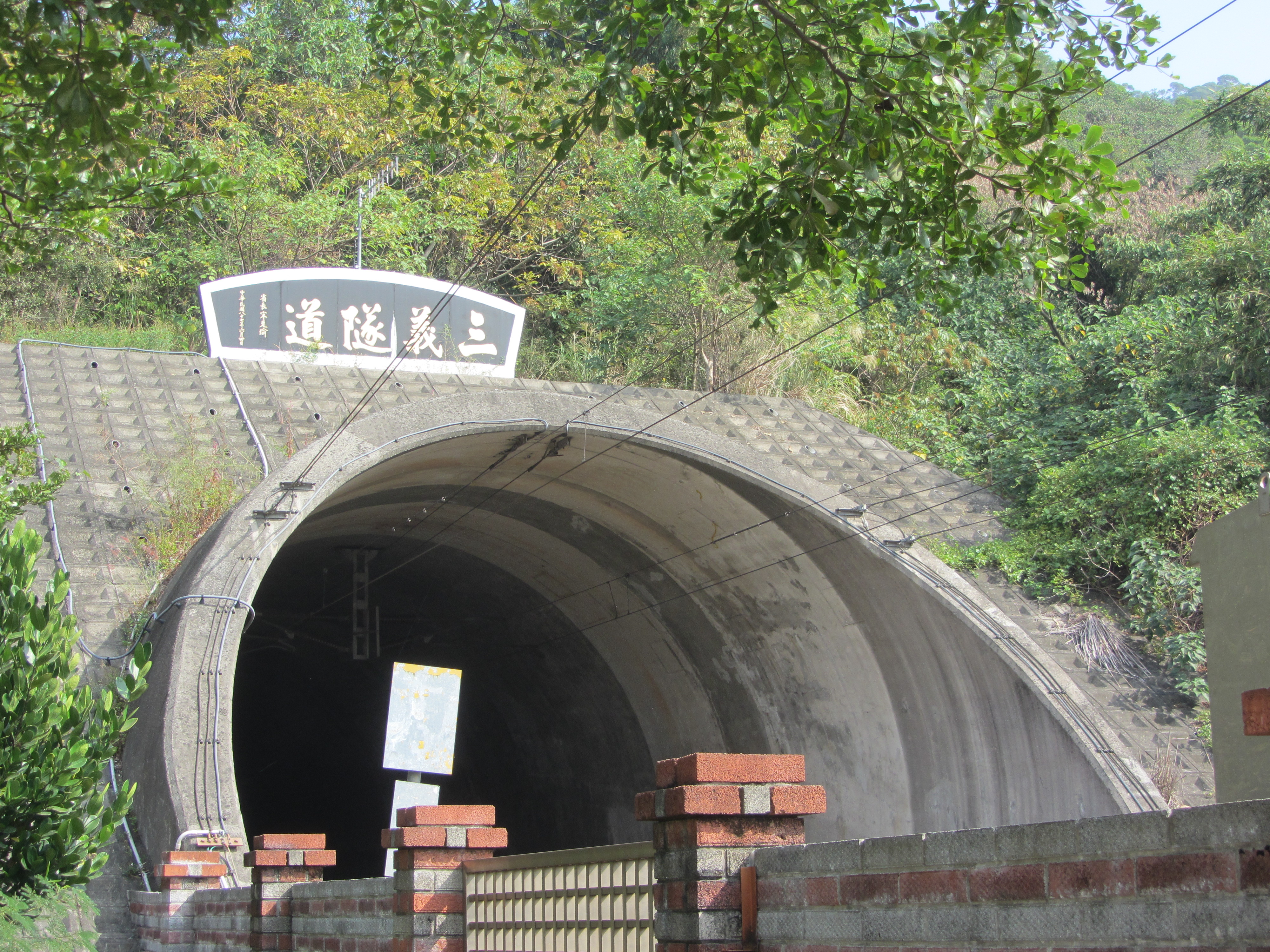
三義トンネル南口

三義トンネル（さんぎトンネル）は、台湾の台湾鉄路管理局台中線（山線）の三義駅（苗栗県三義郷） - 泰安駅（台中市后里区）間にある鉄道トンネルである。当トンネルは全長7,728メートルと台中線で最長であり、台湾では3番目に長い山岳トンネルであり、1998年に完成した。
当トンネルは台中線（山線）の複線化工事にて、后里 - 三義間15キロメートルの単線で急勾配区間を改善するために建設された。トンネル北口は三義駅南側にあり、南口は鯉魚潭橋に隣接している。当トンネルは台湾鉄路管理局の電化区間標準仕様によって建設されており、列車は時速130キロメートルで通過することができる。
座標: 北緯24度21分19.3秒 東経120度45分01秒 / 北緯24.355361度 東経120.75028度